# Bauernschach
Bauernschach ist eine einfache Variante des bekannten Brettspiels Schach.
Beim Bauernschach sind auf dem Brett jeweils acht Bauern je Spieler vorhanden. Das Ziel ist es, mit einem Bauern die letzte Reihe (Grundreihe) des Gegners zu erreichen. Die Bauern können hierbei die im Schach gültigen Züge machen (Ziehen und Schlagen). Erreicht ein Bauer die gegnerische Grundreihe, gewinnt dieser Spieler sofort, eine Umwandlung des Bauern wie beim Schach unterbleibt. Anfänger können mit vier Bauern üben, und auch auf das Schlagen en passant kann anfangs verzichtet werden.
Dieses Spiel wird verwendet, um Anfänger in das Schachspiel einzuführen und sie mit den Zugmöglichkeiten des Bauern vertraut zu machen. Sie benötigen lediglich ein Schachspiel. Bauernschach ist bereits für Kindergarten- bzw. Vorschulkinder geeignet. Nach kurzer Einführung können Anfänger sofort mit dem Spielen beginnen.
Wenn man weitere Figuren hinzufügt, ergeben sich weitere reduzierte Schachvarianten, beispielsweise acht Bauern gegen ein oder zwei Türme oder acht Bauern gegen eine Dame. Dabei ist das Spiel gewonnen, wenn sämtliche gegnerischen Bauern geschlagen sind oder wenn ein Bauer die Grundreihe des Gegners erreicht. Wenn Könige hinzugefügt werden, kann gezielt das Endspiel trainiert werden.
Breakthrough, das von Dan Troyka erfunden wurde, ist ein ähnliches Spiel.

## Weblink
- Einführung in das Bauernschach (Anleitung), SC Aschaffenburg-Schweinheim e.V. (PDF; 88 kB)